# Klub Močvara
Močvara je klub neprofitne udruge građana Udruženja za razvoj kulture ”URK”, a otvoren je 1999. godine u Runjaninovoj ulici u Zagrebu. Od 2000. do danas djeluje u bivšoj tvornici Jedinstvo u kvartu Trnje uz obalu rijeke Save. Program Močvare sastoji se od koncerata, glazbenih slušaonica, izložbi, kazališnih predstava, filmskih i književnih programa te radionica.

## Povijest prostora
Godine 1966. u ovom prostoru je otvoren Institut za procesnu tehniku kao podružnica Omladinske tvornice Jedinstvo. Nakon raspada Sovjetskog Saveza početkom 1990-ih i smanjenja narudžbi te drugih otegotnih uvjeta poslovanja (carinskih ograničenja, otežane naplate isporučenih dobara te razdvajanja od čakovečkog Metalca sredinom 1990.) Jedinstvo je poslovalo sa sve više poteškoća. Pretvorbu u dioničko društvo (1992. godine) i privatizaciju vlasništva (od 1998. do 2000. godine) pratio je smanjeni opseg posla i drastično smanjenje broja zaposlenika. Krajem 90-ih godina 20. stoljeća prostor koji je bio tada pod upravom zagrebačkog Gradskog ureda za kulturu inicijalno se otvara gradskim kazalištima za skladištenje scenografija i ostalih materijala. Godine 1998. kazališna skupina Kufer postaje prvi dugotrajni korisnik s idejom da se u velikoj dvorani otvori kazalište namijenjeno mladim autorima i njihovim projektima. U prostoru djeluje i Pogon – Zagrebački centar za nezavisnu kulturu i mlade. To je ustanova u kulturi koju su krajem 2008. zajednički osnovali i kojom zajedno upravljaju Operacija grad i Grad Zagreb.

## Udruga osnivač
Udruženje za razvoj kulture osnovano je 1995. godine u Zagrebu. 16. travnja 1999. godine udruga otvara klub Močvaru, preuredivši stari zapušteni diskont pića u Zagrebu, na adresi Runjaninova ulica 3. Na toj je lokaciji klub djelovao nekoliko mjeseci, a zatim je preseljen na sadašnju lokaciju.

## Povijest kluba
Prije useljavanja u sadašnji prostor uz Trnjanski nasip, udruga je svoje programe organizirala u drugim gradskim prostorima - KSET-u, Rupi - klubu na Filozofskom fakultetu ili pak na livadama - kao što je bio festival na Ponikvama. Kao posebno važan navodi se prvi URK-ov klupski koncert u KSET-u 29. studenoga 1996. na kojem su svirali Šumski, Mance i poljski bend Ewa Braun, a plakat je napravio Igor Hofbauer, strip-autor čiji su plakati i programske knjižice vizualno najprepoznatljiviji dio Močvarina umjetničkog habitusa.

### Glazbeni izvođači
U Močvari su nastupili razni poznati glazbeni sastavi kao što su Sick of It All, Dillinger Escape Plan itd.

## Zanimljivosti
- U prostoru bivše tvornice Jedinstvo djeluje i kazališni umjetnik Damir Bartol Indoš.
- U blizini kluba nalazi se i Aleja skulptura na savskom nasipu koja je pokrenuta na inicijativu akademskog kipara Ratka Petrića.
- Diskografska kuća Zvuk Močvare djelovala je 2002. i 2003. godine, no ubrzo se ugasila.[4]

## Vanjske poveznice
- Mrežna stranica Kluba Močvara
- Tvornica Jedinstvo Zagreb Hrvatska tehnička enciklopedija, portal hrvatske tehničke baštine. LZMK